# Yoshinagella phyllostachydis
Yoshinagella phyllostachydis är en svampart som beskrevs av I. Hino & Katum. 1954. Yoshinagella phyllostachydis ingår i släktet Yoshinagella, ordningen Dothideales, klassen Dothideomycetes, divisionen sporsäcksvampar och riket svampar.   Inga underarter finns listade i Catalogue of Life.